# بخش بروکفیلد (شهرستان نوبل، اوهایو)
بخش بروکفیلد (به انگلیسی: Brookfield Township) یک منطقهٔ مسکونی در ایالات متحده آمریکا است که در شهرستان نوبل، اوهایو واقع شده‌است.
 بخش بروکفیلد ۷۹٫۱ کیلومتر مربع مساحت و ۱۱۹ نفر جمعیت دارد و ۲۸۵ متر بالاتر از سطح دریا واقع شده‌است.